# مطبخ كاثوليك مانغلور

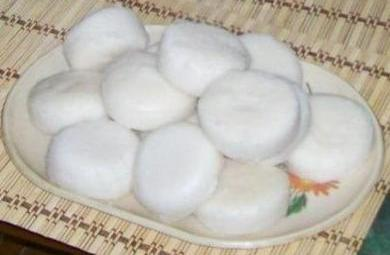
حلويات السنى وهي من الحلويات التقليديَّة في مطبخ كاثوليك مانغلور.

مطبخ كاثوليك مانغلور هو مطبخ المجتمعات الكاثوليكية في مدينة مانغلور في الهند. وهو متأثر بشكل كبير بين المطبخ الهندي الجنوبي والمطبخ البرتغالي. فضلًا عن تأثيرات المطبخ الساراسواتي والبريطاني.
يعيش كاثوليك مانغلور في ولاية كارناتاكا، وهي منطقة على الساحل الغربي للهند من طبقة الساراسوات البراهمة وهي طبقة النبلاء الهندوسية التي أعتنقت المسيحية. بسبب هذه التأثيرات الطبقية انغلقت الجماعة على نفسها وتطورت ثقافة كاثوليكية مانغلوريّة متميزة فيها عناصر هندية برجوازية وعناصر كاثوليكية برتغالية.
المطبخ المانغلوري الكاثوليكي مليئ بأطباق الخضراوات وكثرة التوابل فيه.